# 厉山站
厉山站是一个汉丹铁路和小厉铁路上的铁路车站，位于湖北省随州市厉山镇，老站建于1962年，2005年汉丹铁路复线电气化改造时新建新站。目前为四等站，邮政编码为441309。目前客运：不办理旅客乘降；不办理行李、包裹托运；货运：办理整车、零担货物发到。

## 临近车站
1. 1 2  中国铁路武汉局集团有限公司年鉴编纂委员会 (编). . 武汉. 2021 （中文（中国大陆））.
2. ↑  铁道部电子计算技术中心, 铁道部运输局. . 北京: 中国铁道出版社. 1998: 57. ISBN 9787113030995.